# Stroudsburg, Pennsylvania
Stroudsburg là một thị trấn thuộc quận Monroe, tiểu bang Pennsylvania, Hoa Kỳ. Năm 2010, dân số của thị trấn này là 5567 người.